# 白浪物
白浪物（しらなみ もの）とは歌舞伎の演目のうち、盗賊を主人公とした一連の世話物の演目の通称。特に二代目河竹新七（黙阿弥）作の演目をさすことが多い。

## 成立の沿革
ペリーの来航から日も浅い嘉永末年の江戸は、屋台骨が揺らぎ始めた幕府のもと、雄藩の藩士や郷士が日夜気ぜわしく道を行き交う、騒然とした世相にあった。政情の先行きが不透明ななか、人斬り浪人が横行するようになると江戸の治安も乱れはじめ、庶民の不安は募るばかりだった。
そんななか、講釈師・二代目松林伯圓がつとめる盗賊を主人公にした講談が人気を集めるようになる。これに目をつけた二代目河竹新七（のちの黙阿弥）は、盟友・四代目市川小團次のためにこれらの講談を次々に脚色して歌舞伎化した。これが白浪物の興りである。
安政年間から新七は実に次から次へと白浪物を書き連ね、それを小團次が次から次へと演出して舞台で主役をつとめたので、前者は「白浪作者」、後者は「白浪役者」と呼ばれるようになった。小團次にいたっては「白浪役者」がさらに転じて「泥棒小團次」とまで呼ばれるようになり、この人聞きの悪いあだ名にはさすがの小團次も閉口したという。

## 代表的な白浪物
以下表中はいずれも二代目河竹新七（黙阿弥）作の演目。旧暦の年月は漢数字で表した。
| 本外題・別外題・通称 | 初演                                   | 作者           | 主役                                                       |
| --- | -------------------------------------- | -------------- | ---------------------------------------------------------- |
| みやこどり ながれの しらなみ 本：『都鳥廓白浪』 しのぶの そうた 通：『忍の惣太』                                                                            | 安政元年三月 (1854年4月) 江戸 河原崎座 | 二代目河竹新七 | 忍の惣太： 四代目市川小團次                                |
| ねずみこもん はるの しんがた 本：『鼠小紋東君新形』 ねずみ こぞう 通：『鼠小僧』                                                                            | 安政四年正月 (1857年2月) 江戸 市村座   | 二代目河竹新七 | 鼠小僧次郎吉： 四代目市川小團次                            |
| あみもよう とうろの きくきり 本：『網模様燈籠菊桐』 こざる しちのすけ 通：『小猿七之助』                                                                    | 安政四年七月 (1857年8月) 江戸 市村座   | 二代目河竹新七 | 小猿七之助： 四代目市川小團次                              |
| こそで そが あざみの いろぬい 本：『小袖曽我薊色縫』 さともよう あざみの いろぬい 別：『花街模様薊色縫』 いざよい せいしん 通：『十六夜清心』               | 安政五年二月 (1858年3月) 江戸 市村座   | 二代目河竹新七 | 鬼薊清吉： 四代目市川小團次                                |
| さんにん きちさ くるわの はつがい 本：『三人吉三廓初買』 さんにん きちさ ともえの しらなみ 別：『三人吉三巴白浪』 さんにん きちさ 通：『三人吉三』          | 安政七年正月 (1860年1月) 江戸 市村座   | 二代目河竹新七 | 和尚吉三： 四代目市川小團次                                |
| あおとぞうし はなの にしきえ 本：『青砥稿花紅彩画』 べんてん むすめ めおの しらなみ 別：『弁天娘女男白浪』 しらなみ ごにん おとこ 通：『白浪五人男』        | 文久二年三月 (1862年4月) 江戸 市村座   | 二代目河竹新七 | 弁天小僧菊之助： 十三代目市村羽左衛門 （五代目尾上菊五郎） |
| むすめ ごのみ うきなの よこぐし 本：『処女翫浮名横櫛』 きられ おとみ 通：『切られお富』                                                                     | 元治元年四月 (1864年5月) 江戸 守田座   | 二代目河竹新七 | お富： 三代目澤村田之助                                    |
| ふねへ うちこむ はしまの しらなみ 本：『船打込橋間白浪』 いかけ まつ 通：『鋳掛松』                                                                         | 慶應二年二月 (1866年3月) 江戸 守田座   | 二代目河竹新七 | 鋳掛屋松五郎： 四代目市川小團次                            |
| くもの うえの さんえの さくまえ 本：『雲上野三衣策前』 くもにまごう うえのの はつはな 別：『天衣紛上野初花』 こうちやまと なおざむらい 通：『河内山と直侍』 | 明治7年10月 (1875年10月) 東京 河原崎座 | 二代目河竹新七 | 河内山宗俊： 九代目市川團十郎                              |
| しもよの かね じゅうじの つじうら 本：『霜夜鐘十字辻筮』 しもよの かね 通：『霜夜の鐘』                                                                     | 明治13年6月 (1880年3月) 東京 新富座    | 二代目河竹新七 | 士族六浦正三郎： 中村宗十郎                                |
| しまちどり つきの しらなみ 本：『島鵆月白浪』 しま ちどり 通：『島ちどり』                                                                                  | 明治14年11月 (1881年11月) 東京 新富座  | 黙阿弥         | 望月輝： 九代目市川團十郎                                  |
| しせんりょう こばんの うめのは 本：『四千両小判梅葉』 しせんりょう 通：『四千両』                                                                           | 明治18年11月 (1885年11月) 東京 千歳座  | 黙阿弥         | 宮蔵： 五代目尾上菊五郎                                    |
| めくら ながや うめが かがとび 本：『盲長屋梅加賀鳶』 かがとび 通：『加賀鳶』                                                                                | 明治19年3月 (1886年3月) 東京 千歳座    | 黙阿弥         | 竹垣道玄： 五代目尾上菊五郎                                |

## 白浪物の特徴
白浪物に登場する主人公は、いずれも石川五右衛門や児雷也のような大盗賊ではなく、市井に住む平凡な男女で、これがよんどころない事情で盗賊となり、義理人情に翻弄された揚句に、自滅するか改心して縛につくという設定である。特に黙阿弥物の盗賊には、南北物の悪人のようなふてぶてしさが見られず、筋書きもむしろお定まりの勧善懲悪の展開がほとんどで、ドラマとしては迫力に欠ける点がある。しかし幕末の退廃と刹那に満ちた世相を色濃く伝える白浪物には、史料が伝えない当時の空気を窺い知ることのできる貴重な資料としての価値もある。

## 「白浪」の由来
「白浪」の名称は、かつて中国で「盗賊」を意味した「白波賊」（はくはぞく）という語に由来する。後漢末に黄巾の乱を起こした張角の残党が、のちに河西（現在の山西省）の白波谷（はくはこく）に立てこもったことから白波賊と呼ばれるようになったが、後になるとこれが盗賊を意味する語として定着した。日本では近世にこの「白波」が訓読みされて「しらなみ」となり、さらにこれに当て字した「白浪」が義賊を表す語として定着した。